# Étaing
Étaing ist eine französische Gemeinde mit 465 Einwohnern (Stand 1. Januar 2022) im Département Pas-de-Calais in der Region Hauts-de-France. Sie gehört zum Arrondissement Arras, im Kanton Brebières und im Kommunalverband Osartis Marquion.

## Lage
Die Gemeinde Étaing liegt am Südostrand des Artois am Fluss Sensée und an der Grenze zum Département Nord. Nachbargemeinden von Étaing sind Tortequesne im Nordosten, Lécluse im Osten, Dury im Südosten, Éterpigny im Südwesten sowie Sailly-en-Ostrevent im Nordwesten.

## Bevölkerungsentwicklung
| Jahr                       | 1962 | 1968 | 1975 | 1982 | 1990 | 1999 | 2006 | 2013 | 2022 |
| -------------------------- | ---- | ---- | ---- | ---- | ---- | ---- | ---- | ---- | ---- |
| Einwohner                  | 355  | 353  | 383  | 366  | 356  | 367  | 416  | 439  | 465  |
| Quellen: Cassini und INSEE |      |      |      |      |      |      |      |      |      |

## Sehenswürdigkeiten
- Kirche Notre-Dame